# Deh-e Torkaman
Deh-e Torkaman (persiska: همه سين, همسين, تُركَمَن, ترکمن ده همسین, Hameh Sīn, Torkaman Deh-e Hamsīn, ده ترکمن) är en ort i Iran.   Den ligger i provinsen Teheran, i den centrala delen av landet, 17 km öster om huvudstaden Teheran. Deh-e Torkaman ligger 1 717 meter över havet och antalet invånare är 982.
Terrängen runt Deh-e Torkaman är kuperad. Runt Deh-e Torkaman är det ganska tätbefolkat, med 62 invånare per kvadratkilometer. Närmaste större samhälle är Teheran, 16,9 km väster om Deh-e Torkaman. Trakten runt Deh-e Torkaman består i huvudsak av gräsmarker.